# I.G.-Farben-Prozess

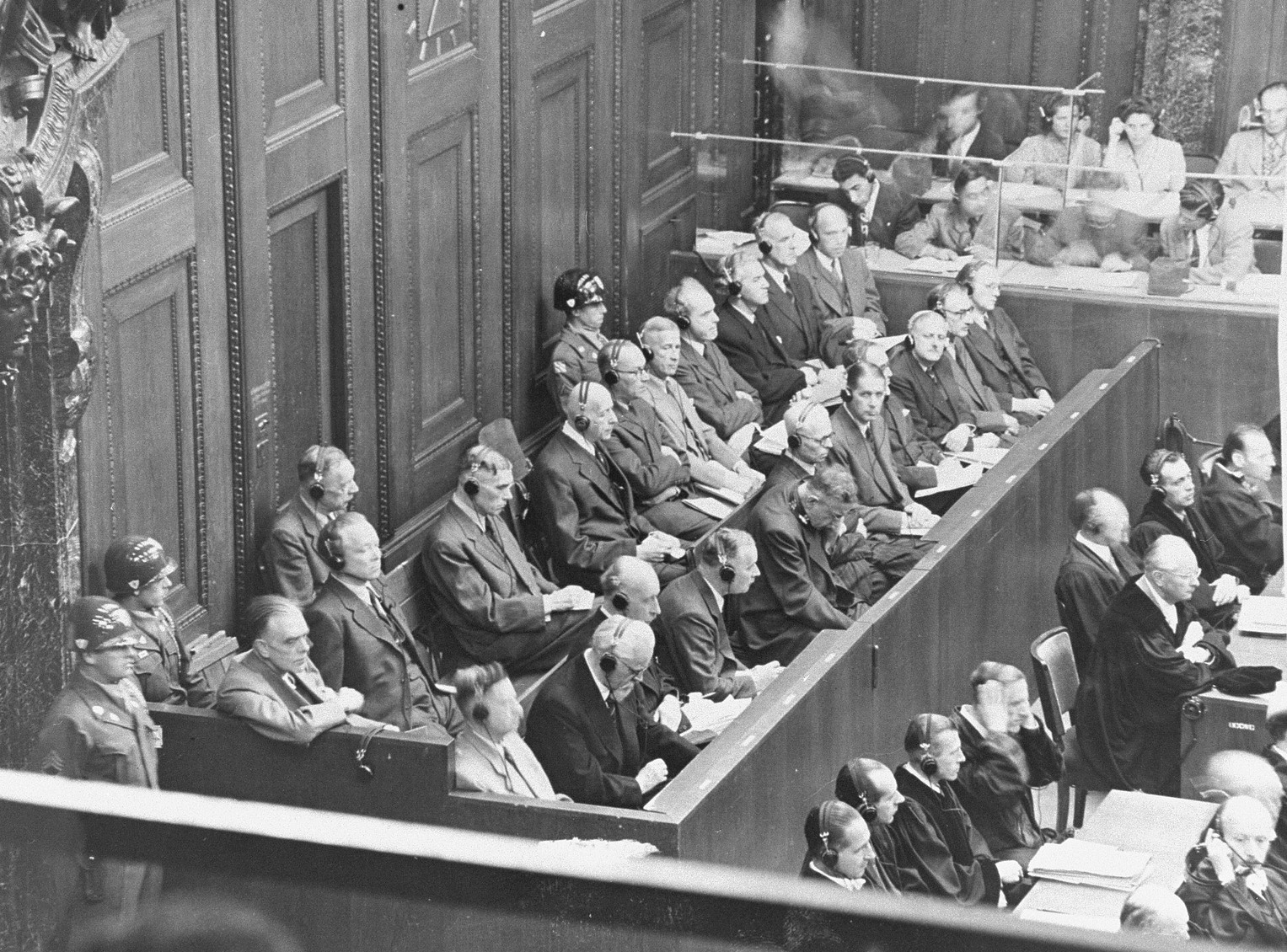
Die Angeklagten am Tag der Prozesseröffnung, 27. August 1947

Im I.G.-Farben-Prozess (auch IG-Farben-Prozess) mussten sich 23 leitende Angestellte der I.G. Farbenindustrie AG vor einem US-amerikanischen Militärgericht verantworten. Der Prozess „Vereinigte Staaten vs. Carl Krauch et al.“ begann am 27. August 1947 und endete am 30. Juli 1948 mit dem Urteil. Es war der sechste der zwölf Nürnberger Nachfolgeprozesse, die gegen Verantwortliche im NS-Staat geführt wurden.
13 der Angeklagten wurden zu Gefängnisstrafen verurteilt, während die restlichen zehn aufgrund fehlender Beweise freigesprochen wurden. Mit den Urteilen wurden „Plünderungen“ ausländischer Betriebe in den ehemaligen deutschen Feindländern Polen, Norwegen, Frankreich und der Sowjetunion geahndet. Ein weiterer Straftatbestand war „Versklavung“, der planmäßige Einsatz von Zwangsarbeitern aus dem eigens für den Bau der Buna-Werke errichteten KZ Auschwitz III Monowitz. Auch die Herstellung von Giftgas (Zyklon B) und dessen Lieferung an die SS zum Zwecke der massenhaften Tötung von Menschen in Konzentrationslagern wurde im Prozess behandelt.

## Vorgeschichte
Während des Zweiten Weltkriegs hatten die Alliierten USA und UdSSR als einen der Kriegsgründe gemeinsam den wirtschaftlichen Imperialismus Nazideutschlands angesehen. Für die Planung und Durchführung dieses verbrecherischen Krieges wurde den Großindustriellen eine Schlüsselrolle zugerechnet. Die amerikanische Sicht war dabei vom I.G.-Farben-Bericht der Kilgore-Kommission und der Deutschlandbeschreibung Behemoth des Politikwissenschaftler Franz Neumann beeinflusst und man wollte die Großindustriellen dafür strafrechtlich zur Verantwortung ziehen und deren Kartelle zerschlagen.

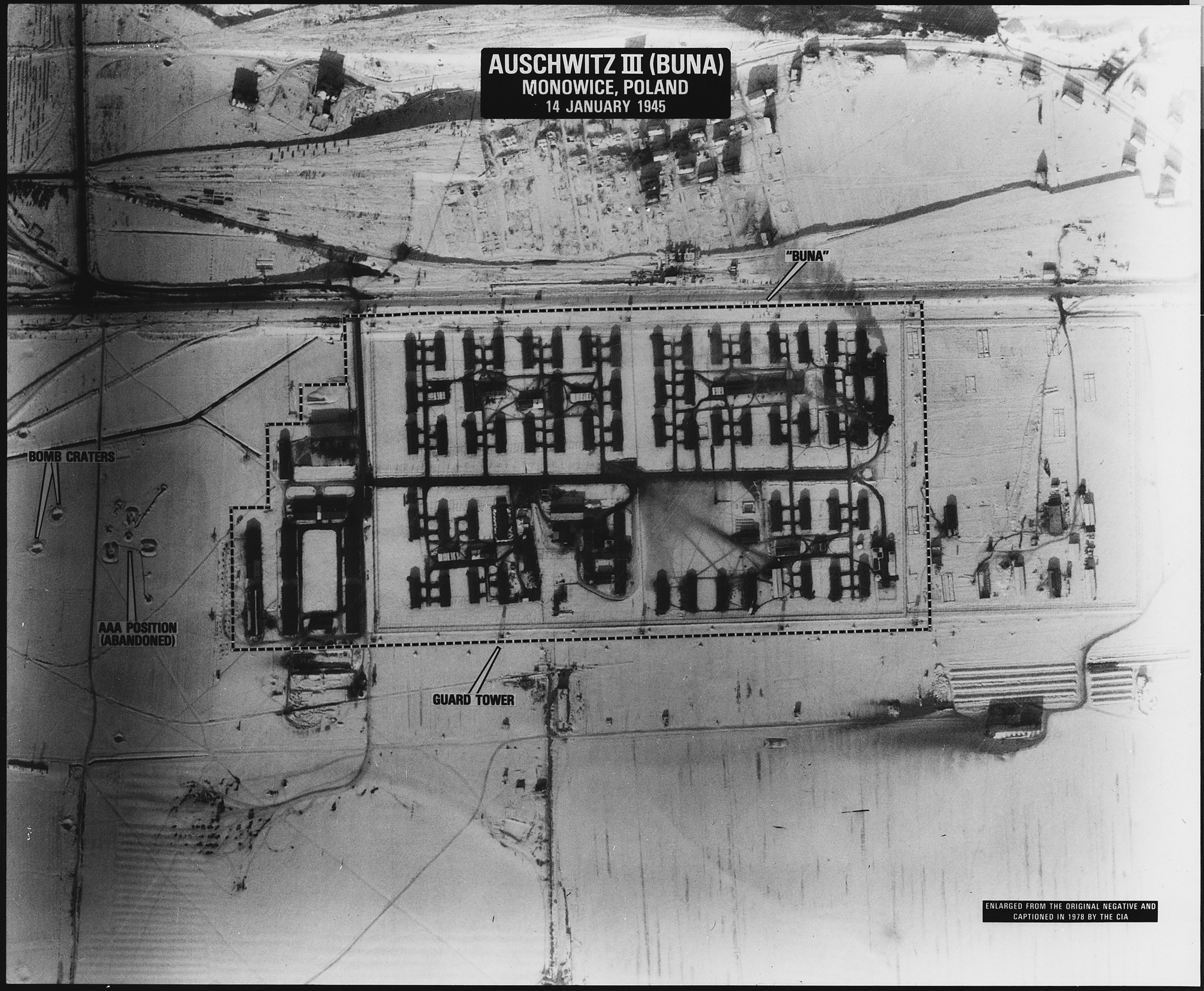
Luftaufnahme KZ Monowitz (Auschwitz III), Januar 1945

Die I.G. Farben war von den Nationalsozialisten zum Führen eines Angriffskrieges benötigt worden, hatte sich durch die Plünderung und Aneignung fremden Eigentums in Deutschland und den besetzten Gebieten bereichert, Zyklon B an die Konzentrations- und Vernichtungslager geliefert, von Menschenversuchen in Konzentrationslagern profitiert und zum Kriegsende zahlreiche Zwangsarbeiter beschäftigt sowie das KZ Monowitz (Auschwitz III) errichtet, um Arbeitskräfte für die neu errichteten Buna-Werke verfügbar zu haben. Dabei hatten die Konzernführer, die ganz überwiegend keine überzeugten Nationalsozialisten waren, die Gewinne seit 1933 um das fünffache gesteigert.
Schon im April 1945 bezogen Ermittler der Finance Division General Eisenhowers das I.G.-Farben-Gebäude in Frankfurt, um belastendes Material zu sammeln, das die Verstrickung der I.G. Farben in den nationalsozialistischen Unrechtsstaat in einem öffentlichen Strafverfahren sichtbar machen sollte. Mit dem Kontrollratsgesetz Nr. 9 wurde das gesamte Vermögen der I.G. Farben beschlagnahmt.
Nach dem Potsdamer Abkommen vom August 1945 sollte Deutschland demokratisiert, denazifiziert, demilitarisiert und dekartelliert werden, um den moralischen und ökonomischen Neuaufbau durch einen Elitenwechsel zu fundieren. Im Nürnberger Prozess gegen die Hauptkriegsverbrecher waren wichtige juristische Richtlinienentscheidungen zum Zwangsarbeitereinsatz (als verbrecherischem „Sklavenarbeits“-Programm) und zur SS als verbrecherischer Organisation gefällt worden. Es war aber kein Industrieller verurteilt worden, da der einzige angeklagte Privatindustrielle durch einen Fehler der verhandlungsunfähige schwerkranke Gustav Krupp war. Ein zweiter internationaler Hauptkriegsverbrecherprozess konzentriert auf die Wirtschaft wurde aus finanziellen Gründen und weil man den Sowjets keine Möglichkeit für ein Tribunal gegen das kapitalistische System bieten wollte, verworfen. Durch die Hinwendung zur Reintegration Deutschlands als Bollwerk gegen den Kommunismus im Rahmen des Marshallplans, wurden die Mittel für die Industriellen-Prozesse gekürzt und es wurden nur noch die Prozesse gegen Mitglieder von Flick, I.G. Farben und Krupp vor einem Nationalen Militär Tribunal (NMT) der Amerikaner sowie im Fall des Röchling-Konzerns vor einem französischen Tribunal durchgeführt.

## Der Prozess
Der Prozess Vereinigte Staaten gegen Carl Krauch et al. fand vom 14. August 1947 bis zum 30. Juli 1948 vor dem nationalen amerikanischen Nürnberger Militärtribunal VI nach Kontrollratsgesetz Nr. 10 im Nürnberger Justizpalast statt.

### Die Ankläger
- Brigadegeneral Telford Taylor, Chefankläger
- Josiah E. DuBois, stellvertretender Chefankläger
- Drexel A. Sprecher, Chef des Anklageteams im Fall I.G. Farben

### Die Anklagepunkte

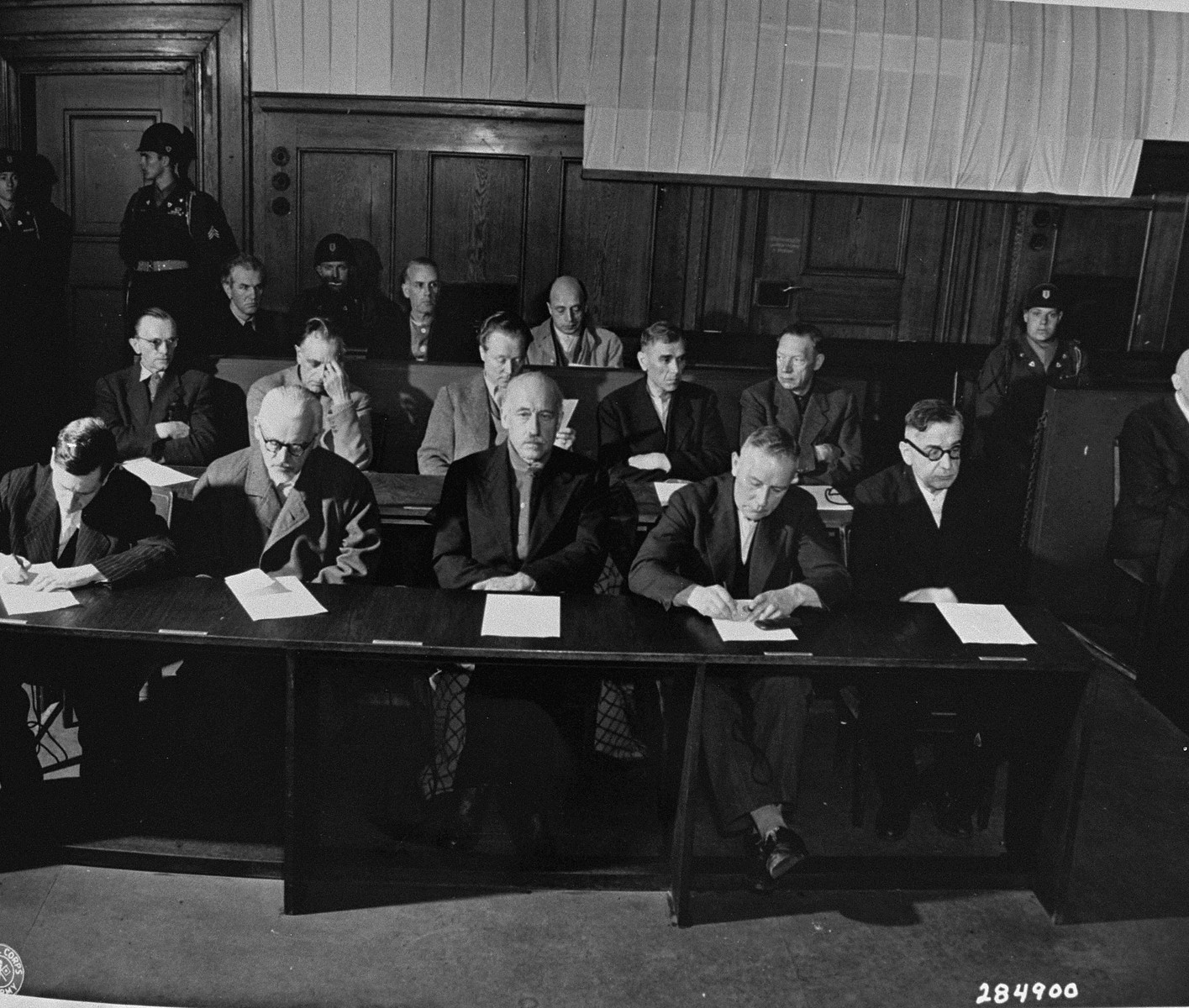
Angeklagte bei der Verlesung der Anklageschrift, 5. Mai 1947

Aufgrund der Anklageschrift vom 3. Mai 1947 wurde eine Anklage in den folgenden Punkten erhoben:
1. Verbrechen gegen den Frieden durch Planung, Vorbereitung, Einleitung und Führung von Angriffskriegen und Invasionen anderer Länder
2. Kriegsverbrechen und Verbrechen gegen die Menschlichkeit durch Plünderung und Raub öffentlichen und privaten Eigentums in kriegerisch besetzten Ländern
3. Versklavung der Zivilbevölkerung in von Deutschland besetzten oder kontrollierten Gebieten, Einziehung dieser Zivilisten zur Zwangsarbeit, Teilnahme an der Versklavung von Konzentrationslagerinsassen innerhalb Deutschlands, an der völkerrechtswidrigen Verwendung von Kriegsgefangenen bei Kriegshandlungen, Misshandlung, Einschüchterung, Folterung und Ermordung versklavter Menschen
4. Mitgliedschaft von drei Vorstandsmitgliedern (Christian Schneider, Heinrich Bütefisch, Erich von der Heyde) in der SS, die vom Internationalen Militärtribunal im vorangegangenen Hauptprozess als verbrecherische Organisation eingestuft worden war
5. Verschwörung zur Begehung von Verbrechen gegen den Frieden

### Die Richter
Die Jury bestand aus den folgenden Persönlichkeiten:
- Präsident: Curtis Grover Shake, ehemaliger Richter am Obersten Gericht des Staates Indiana
- James Morris, Richter am Obersten Gericht des Staates North Dakota
- Paul M. Hebert, Law School, Louisiana State University
- Clarence F. Merrell, Staat Indiana

### Die Angeklagten
Gegen 23 Personen wurde Anklage erhoben. Die Tabelle stellt die wichtigsten Daten zusammen, darunter die Urteile zu den einzelnen Anklagepunkten (S – schuldig, U – unschuldig), Strafmaß und Jahr der Entlassung.
| Bild | Angeklagter Funktion | Verteidiger | Assistent des Verteidigers | Anklagepunkte | Anklagepunkte | Anklagepunkte | Anklagepunkte | Anklagepunkte | Strafmaß Entlassung     | Nachfolgende Tätigkeiten |
| Bild | Angeklagter Funktion | Verteidiger | Assistent des Verteidigers | I             | II            | III           | IV            | V             | Strafmaß Entlassung     | Nachfolgende Tätigkeiten |
| ---- | --- | --- | --- | ------------- | ------------- | ------------- | ------------- | ------------- | ----------------------- | --- |
|      | Carl Krauch * 1887; † 1968 Aufsichtsratsvorsitzender der I.G. Farben                                                          | Conrad Böttcher                                                                                                 | Eduard Wahl (bis 3. September 1947), Heinrich von Rospatt (ab 11. September 1947) | U             | U             | S             | -             | U             | 6 Jahre 1950 entlassen  | 1955 Aufsichtsratsmitglied der Hüls GmbH                                                                                                  |
|      | Otto Ambros * 1901; † 1990 Vorstandsmitglied der I.G. Farben, Planung IG Auschwitz                                            | Friedrich Drischel (bis 15. Dezember 1947), Karl Hoffmann (ab 15. Dezember 1947)                                | Gernot Gather (bis 9. September 1947), Wolfgang Alter (ab 9. September 1947), Hermann Münzel (vom 2. April 1948 bis 15. Juni 1948)                                                         | U             | U             | S             | -             | U             | 8 Jahre 1952 entlassen  | ab 1954 diverse Vorstandsfunktionen in der Pharmaindustrie und anderen Bereichen, z. B. Grünenthal GmbH, oder als Berater für F. K. Flick |
|      | Ernst Bürgin * 1885; † 1966 Vorstandsmitglied der I.G. Farben                                                                 | Werner Schubert                                                                                                 | Wolfgang Theobald | U             | S             | U             | -             | U             | 2 Jahre 1949 entlassen  | ? |
|      | Heinrich Bütefisch * 1894; † 1969 Vorstandsmitglied der I.G. Farben, Benzin-Synthese IG Auschwitz                             | Hans Flächsner                                                                                                  | Heinz Reintges (bis 8. Januar 1948), Werner Bross (ab 8. Januar 1948) | U             | U             | S             | U             | U             | 6 Jahre 1951 entlassen  | 1952 Aufsichtsratsmitglied u. a. von Ruhrchemie und Deutsche Gasolin AG                                                                   |
|      | Walter Dürrfeld * 1899; † 1967 Betriebsführer Buna-Werk im KZ Auschwitz III - Monowitz                                        | Alfred Seidl | Heinz Trabandt | U             | U             | S             | -             | U             | 8 Jahre 1951 entlassen  | mehrere Aufsichtsratsmandate |
|      | Fritz Gajewski * 1885; † 1965 Vorstandsmitglied I.G. Farben, Kontakt zu Dynamit Nobel AG                                      | Ernst Achenbach (bis 1. Februar 1948), Wolfram von Metzler (ab 1. Februar 1948)                                 | Carl Weyer | U             | U             | U             | -             | U             | Freispruch              | 1949 Geschäftsführer und 1952 Vorstandsvorsitzender Dynamit Nobel AG                                                                      |
|      | Heinrich Gattineau * 1905; † 1985 SA-Führer, Direktor der I.G. Farben                                                         | Rudolf Aschenauer                                                                                               | Helmut Dürr | U             | U             | U             | -             | U             | Freispruch              | u. a. im Vorstand der WASAG-Chemie AG (Krupp-Konzern)                                                                                     |
|      | Paul Häfliger * 1886; † 1950 Vorstandsmitglied der I.G. Farben                                                                | Walter Vinassa (bis 28. Januar 1948), Wolfram von Metzler (ab 28. Januar 1948)                                  | Wolfram von Metzler (bis 28. Januar 1948), Walter Vinassa (ab 28. Januar 1948) | U             | S             | U             | -             | U             | 2 Jahre 1948 entlassen  | – |
|      | Erich von der Heyde * 1900; † 1984 SS-Hauptscharführer, Agrarwissenschaftler bei den I.G. Farben                              | Karl Hoffmann                                                                                                   | Walter Bachem (ab 22. August 1947), Josef Kössl (ab 2. April 1948) | U             | U             | U             | U             | U             | Freispruch              | – |
|      | Heinrich Hörlein * 1882; † 1954 Vorstandsmitglied der I.G. Farben, Aufsichtsratsvorsitzender der Behringwerke und der DeGeSch | Fritz Sauter (bis 26. Mai 1947), Otto Nelte (ab 26. Mai 1947)                                                   | Heinrich Hendus (vom 2. April 1948 bis 5. Mai 1948), Ernst Braune (vom 5. Mai 1948 bis 12. Juni 1948)                                                                                      | U             | U             | U             | -             | U             | Freispruch              | 1952 Aufsichtsratsvorsitzender der Bayer AG, Senator bei der Max-Planck-Gesellschaft                                                      |
|      | Max Ilgner * 1899; † 1966 Vorstandsmitglied der I.G. Farben                                                                   | Hans Laternser (bis 13. August 1947), Herbert Nath (ab 13. August 1947)                                         | Walter Bachem (bis 22. August 1947), Joachim Lingenberg (ab 22. August 1947), Agnes Nath-Schreiber (ab 13. Januar 1948)                                                                    | U             | S             | U             | -             | U             | 3 Jahre 1948 entlassen  | im Auftrag der Evangelischen Kirche Deutschlands tätig, u. a Planung und Oberaufsicht der Flüchtlingsstadt Espelkamp                      |
|      | Friedrich Jähne * 1879; † 1965 Vorstandsmitglied I.G. Farben, Chefingenieur                                                   | Oskar Krauss (bis 3. Dezember 1947), Hans Pribilla (bis 3. Dezember 1947)                                       | Adolf P. Eisemann (ab 21. November 1947), Oskar Krauss (vom 3. Dezember 1947 bis 31. Mai 1948)                                                                                             | U             | S             | U             | -             | U             | 1½ Jahre 1948 entlassen | 1955 Aufsichtsratsmitglied der „neuen“ Farbwerke Hoechst                                                                                  |
|      | August von Knieriem * 1887; † 1978 Jurist und Wirtschaftsführer                                                               | Horst Pelckmann                                                                                                 | Friedrich Silcher | U             | U             | U             | -             | U             | Freispruch              | 1950 Berater beim Wiederaufbau der BASF, ab 1955 Aufsichtsratsvorsitzender der I.G. Farbenindustrie i. L.                                 |
|      | Hans Kugler * 1900; † 1968 Leitender Angestellter I.G. Farben; Beirat für Exportfragen der Prüfungsstelle Chemie              | Helmut Henze | Heinrich von Rospatt (bis 11. September 1947), Leopold Krafft von Dellmensingen (ab 13. Oktober 1947)                                                                                      | U             | S             | U             | -             | U             | 1½ Jahre 1948 entlassen | u. a. im Vorstand der Cassella Farbwerke Mainkur AG                                                                                       |
|      | Hans Kühne * 1880; † 1969 Vorstandsmitglied I.G. Farben                                                                       | Günther Lummert (bis 5. Mai 1948) Herbert Nath (ab 5. Mai 1948)                                                 | Günther Hindemith, Erna Kroen (ab 22. Juli 1947) | U             | U             | U             | -             | U             | Freispruch              | Beschäftigung bei Bayer in Elberfeld |
|      | Carl Lautenschläger * 1888; † 1962 Wehrwirtschaftsführer                                                                      | Fritz Sauter (bis 26. Mai 1947) Hans Pribilla (ab 26. Mai 1947)                                                 | Helmut Eisenblätter | U             | U             | U             | -             | U             | Freispruch              | übernahm die Leitung der Entnazifizierung des Werkes,                                                                                     |
|      | Wilhelm Rudolf Mann * 1894; † 1992 Manager der I.G. Farben                                                                    | Erich Berndt | Rolf W. Müller (vom 22. August 1947 bis 17. Oktober 1947) | U             | U             | U             | -             | U             | Freispruch              | 1949 Leiter des Verkaufs von Pharmazeutika bei Bayer AG                                                                                   |
|      | Fritz ter Meer * 1884; † 1967 Vorstandsmitglied, Verwalter IG Auschwitz                                                       | Erich Berndt, Martin Cremer (vom 13. Oktober 1947 bis 15. Dezember 1947), Karl Bornemann (ab 15. Dezember 1947) | Christian Tuerck, Karl Bornemann (vom 13. Oktober 1947 bis 15. Dezember 1947), Hermann Münzel (vom 15. Dezember 1947 bis 1. April 1948), Ernst Braune (vom 28. April 1948 bis 5. Mai 1948) | U             | S             | S             | -             | U             | 7 Jahre 1950 entlassen  | 1955 Aufsichtsratsmitglied der Bayer AG                                                                                                   |
|      | Heinrich Oster * 1878; † 1954 Vorstandsmitglied der I.G. Farben                                                               | Helmut Henze | Wolfgang Heintzeler, Gernot Gather (ab 9. September 1947) | U             | S             | U             | -             | U             | 2 Jahre 1949 entlassen  | 1949 Mitglied des Aufsichtsrats der Gelsenberg AG                                                                                         |
|      | Hermann Schmitz * 1881; † 1960 Vorstandsvorsitzender I.G. Farben, Finanzchef                                                  | Otto Kranzbühler (bis 3. Oktober 1947), Rudolf Dix (ab 3. Oktober 1947)                                         | Hanns Gierlichs, Günther Lummert (ab 4. Mai 1948) | U             | S             | U             | -             | U             | 4 Jahre 1949 entlassen  | 1952 Aufsichtsratsmitglied der Deutschen Bank Berlin West, 1956 Aufsichtsrats-Ehrenvorsitzender der Rheinischen Stahlwerke                |
|      | Christian Schneider * 1887; † 1972 Hauptbetriebsführer I.G. Farben                                                            | Hellmuth Dix | Rupprecht Storkebaum | U             | U             | U             | U             | U             | Freispruch              | Aufsichtsratsmitglied der Süddeutschen Kalkstickstoff-Werke AG in Trostberg und der Rheinauer Holzhydrolyse-GmbH, Mannheim                |
|      | Georg von Schnitzler * 1884; † 1962 Vorstandsmitglied der I.G. Farben                                                         | Walter Siemers                                                                                                  | Rupprecht von Keller | U             | S             | U             | -             | U             | 5 Jahre 1949 entlassen  | Präsident der Deutsch-Ibero-Amerikanischen Gesellschaft                                                                                   |
|      | Carl Wurster * 1900; † 1974 Vorstandsmitglied der I.G. Farben, Verwaltungsrat der DeGeSch                                     | Friedrich Wagner                                                                                                | Wolfgang Heintzeler (ab 8. September 1947) | U             | U             | U             | -             | U             | Freispruch              | 1952 Vorstandsvorsitzender der „neuen“ BASF u. v. m.                                                                                      |

## Strategie der Verteidigung
Die Verteidigung stellte das Gericht in Frage, da es sich um Siegerjustiz handle, die gegen den Rechtsgrundsatz nullum crimen sine lege, nulla poena sine lege verstoße und auf einem unzulässigen nachträglichen Gesetz (ex post facto) beruhe. Das Verfahren benachteilige die Verteidigung gegenüber der Anklagevertretung und letztendlich gehe es nur darum, einen ganzen Berufsstand unter einem Kollektivvorwurf anzuklagen.
Die Verteidigung bemühte sich, die individuelle Schuld an den zur Last gelegten Verbrechen zu leugnen und die Rolle der einzelnen Angeklagten als unbedeutend darzustellen. Bei belegten Straftaten wurde behauptet, unter Befehlsnotstand gehandelt zu haben, wobei die den Befehl erteilende Person mittlerweile jeweils verstorben sei.
Verteidigung und Angeklagte scheuten sich offenbar unter der Anleitung von Fritz ter Meer nicht, Mitangeklagte und Zeugen massiv unter Druck zu setzen, gezielt zu lügen und Gefälligkeitsaussagen in Form von Affidavits vorzulegen.
Das Gros der Hauptverteidiger war ein „who is who“ der Wirtschaftsanwälte, deren Verteidigung geradezu generalstabsmäßig aufgebaut war. Sie arbeiteten teilweise mit allen Mitteln und verfügten über einen unschätzbaren Wissensvorsprung gegenüber den wenigen oft unerfahrenen Anklägern.

## Einzelne Anklagepunkte und Urteil
In den Anklagepunkten 1, 4 und 5 wurden alle Beschuldigten freigesprochen.
Beim Freispruch in Punkt 1 – Mithilfe zur Aufrüstung und Unterstützung von Angriffskriegen – begründete das Gericht, dass die Teilnahme an der Wiederaufrüstung nicht strafbar sei. Den Angeklagten sei nicht nachgewiesen worden, dass sie von der Planung der Angriffskriege Kenntnis gehabt hätten. Damit entfiel auch die Anklage in Punkt 5, der Verschwörung zum Angriffskrieg.
Auch der Vorwurf der Anklage, die I.G. habe Hitlers Machtergreifung durch eine Spende gefördert, wurde vom Gericht nicht akzeptiert. Bei Hitlers Rede vor dem Industrie-Club Düsseldorf war keiner der führenden Männer der I.G. Farben anwesend, an einer Spendensammlung für die NSDAP habe sie sich zu einem Zeitpunkt beteiligt, als Hitler bereits Reichskanzler war.

### Anklagepunkte 1 und 5: Planung, Vorbereitung und Durchführung von Angriffskriegen
Die Anklage verwandte viel Zeit und Mühe darauf, die I.G.-Farben-Manager zu belangen, die die Angriffskriege erst ermöglicht hätten und denen es nach Eroberungen gelüstet hätte. Die Hürden für eine Verurteilung lagen durch die vorausgegangenen Freisprüche von Albert Speer und Hjalmar Schacht zu diesen Anklagepunkten im Nürnberger Hauptkriegsverbrecherprozess sehr hoch.
Das Gericht sprach alle Angeklagten in den Punkten 1 und 5 frei. Sie hätten erstens keine Kenntnis von den Angriffsplänen der Reichsführung gehabt, zweitens seien solche Vorwürfe tatbeständlich auf die engste Führungsriege beschränkt und eine Massenbestrafung sei nicht aufgrund eines Kollektivvorwurfs möglich. Laut Gericht waren die Rollen der Angeklagten an der Planung und Durchführung der Angriffskriege die von Mitläufern und nicht von Führern.

### Anklagepunkt 2: Plünderung und Raub

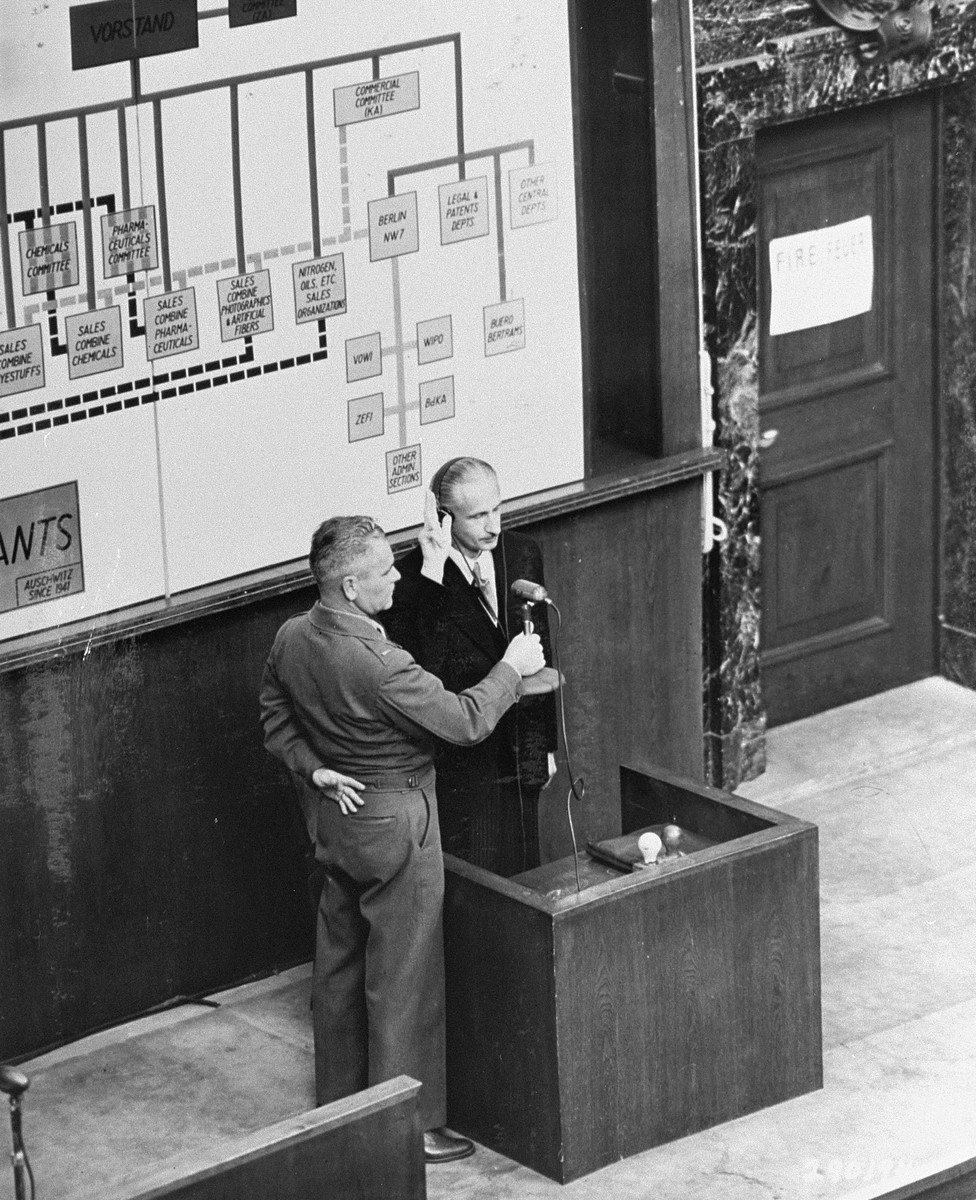
Zeuge Hans Wagner wird vor einem Konzernorganigramm vereidigt

Wie im Präzedenzfall Flick bei den Arisierungen sah das Gericht Eigentumsdelikte an öffentlichem oder privatem Besitz nicht als Verbrechen gegen die Menschlichkeit nach Kontrollratsgesetz Nr. 10 an, sondern sah eine Zuständigkeit nur bei Raub, Plünderung und Ausbeutung nach der Haager Landkriegsordnung. Es sei daher nicht für Straftatbestände im Zusammenhang mit dem Anschluss Österreichs oder der Eingliederung des Sudetenlandes zuständig, da damals kein Kriegsrecht herrschte. In den besetzten und annektierten Gebieten bereicherte sich die I.G. Farben nach einem deutlich ausgearbeiteten Plan mit wechselnden und komplizierten Verträgen und baute ihr chemisches Unternehmen auf Kosten der früheren Eigentümer aus. Insgesamt konnten eine Reihe von Eigentumsdelikten in Polen, Norwegen und Frankreich mit Elsass-Lothringen als Kriegsverbrechen einzelnen Angeklagten nachgewiesen werden. Für schuldig wurden befunden: Schmitz, ter Meer, von Schnitzler, Ilgner, Bürgin, Häflinger, Oster, Jähne und Kugler. Für die Sowjetunion gab es zwar schon weitreichende Pläne zur Plünderung, die aber wegen der militärischen Niederlage nicht mehr realisiert werden konnten, so dass der Angeklagte Ambros freigesprochen wurde.

### Anklagepunkt 3: Zyklon B, Menschenversuche, Zwangsarbeit

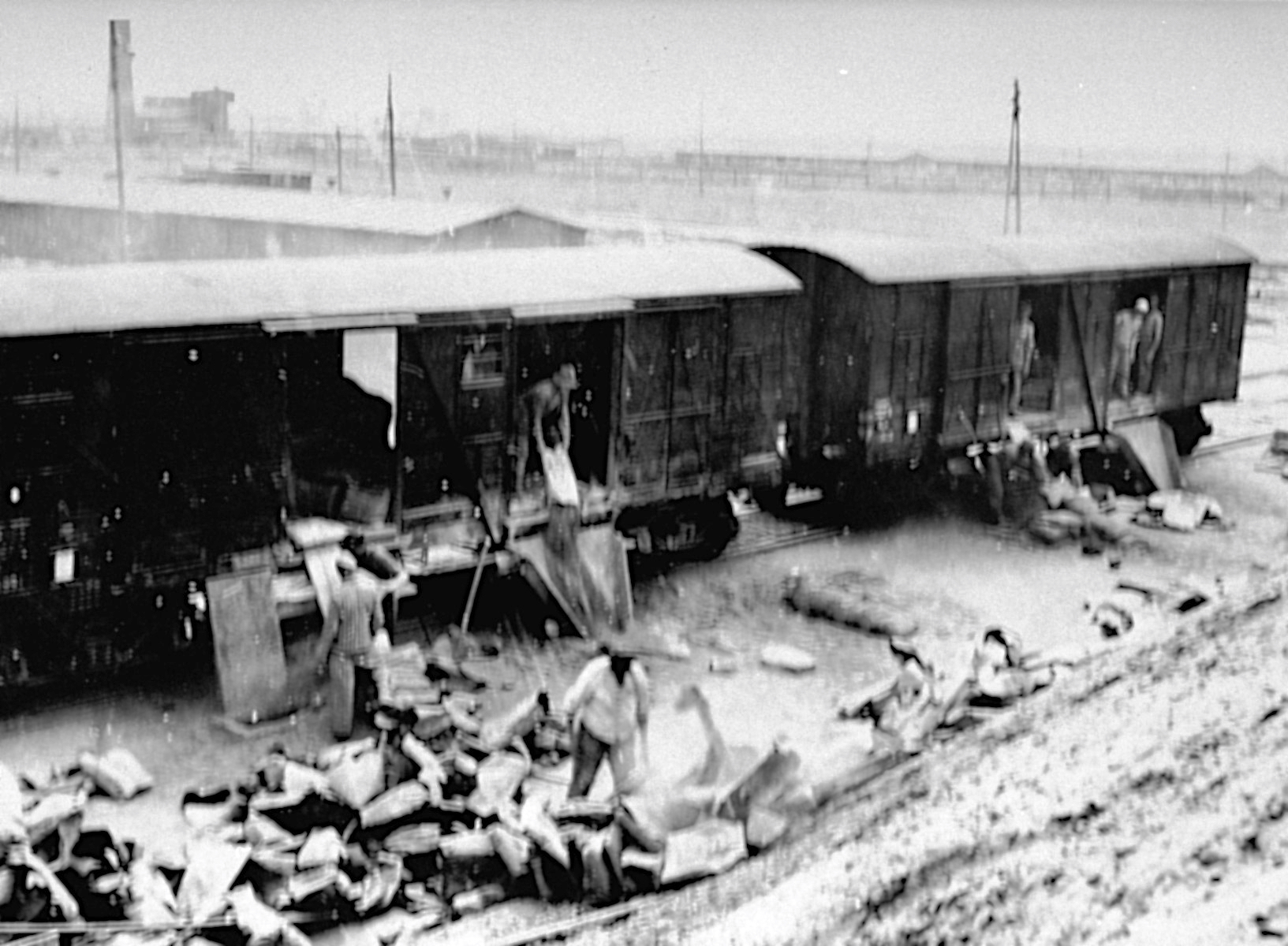
Monowitz-Häftlinge entladen Zement für die I.G. Farben-Baustelle

Das Gericht befand den Nachweis der Anklage überzeugend, dass die I.G. Farben über die Firma Deutsche Gesellschaft für Schädlingsbekämpfung an der Lieferung großer Mengen des Schädlingsbekämpfungsmittels Zyklon B an die SS beteiligt war, und dass das Gas bei der massenhaften Ermordung der Insassen von Konzentrationslagern Verwendung fand. Es betrachtete aber die Annahme der Anklage als ausgeschlossen, dass einer der Angeklagten Kenntnis von dieser bestimmungswidrigen Verwendung des Schädlingsbekämpfungsmittels gehabt hätte. Eine Einschätzung zu der inzwischen auch weite Teile der historischen Forschung gekommen sind.
Medikamente der I.G. Farben wurden zu Menschenversuchen in Konzentrationslagern verwendet und die Testergebnisse dem Konzern zur Verfügung gestellt. Im Prozess konnte nicht zweifelsfrei belegt werden, dass Angeklagte von der rechtswidrigen Verwendung Kenntnis hatten, so dass kein Schuldspruch erfolgte. Nach Einschätzung der historischen Forschung wussten einige Verantwortliche über die Menschenexperimente Bescheid, billigten sie auch und haben sich damit strafbar gemacht.

### Anklagepunkt 4: Mitgliedschaft in einer verbrecherischen Organisation
Im Nürnberger Prozess gegen die Hauptkriegsverbrecher war die SS als verbrecherische Organisation eingestuft worden. Alle drei Angeklagten im I.G.-Farben-Prozess, denen die Mitgliedschaft in dieser Organisation vorgeworfen wurde, wurden in diesem Anklagepunkt freigesprochen. Schneider war nur zahlendes Mitglied. Von der Heyde war nur bei der Reiter-SS, die nicht zu den kriminellen Organisationen gerechnet wurde. Bütefisch war nur Ehrenmitglied, ohne je eine Funktion wahrgenommen und den Eid geleistet zu haben; das Tragen der Uniform hatte er verweigert.

## Strafvollzug
Die Verurteilten wurden, soweit ihre Strafzeit nicht bereits durch die Untersuchungshaft abgebüßt war, in das Landsberger Gefängnis gebracht.
Sämtliche zu Haftstrafen verurteilten Angeklagten wurden vorzeitig aus der Haft entlassen. Wann die letzten Inhaftierten entlassen wurden, ist nicht eindeutig geklärt. In der geläufigen Literatur ist jedoch meist von 1952 oder 1951 die Rede.
Die meisten Angeklagten hatten bald wieder Posten in der Industrie inne.